# Scleroderma echinatum
Scleroderma echinatum är en svampart som först beskrevs av Petri, och fick sitt nu gällande namn av Guzmán 1967. Scleroderma echinatum ingår i släktet Scleroderma och familjen rottryfflar.   Inga underarter finns listade i Catalogue of Life.